# Excitebike
Excitebike (エキサイトバイク Ekisaitobaiku?) es un videojuego de carreras de motocross creado por Nintendo. Debutó como juego para la Famicom en Japón en 1984 a un precio de 5000 yenes. Fue el primer juego de la saga Excite, sucedido por Excitebike 64 de Nintendo 64 y sus sucesores espirituales, Excite Truck y Excitebots: Trick Racing, ambos de Wii.

## Modo de juego
El jugador escoge entre correr solo o contra motoristas manejados por la consola, también compite contra cierto límite de tiempo. La meta consiste en clasificarte para el campeonato de Excitebike quedando entre los tres primeros en la carrera. El tiempo a batir se muestra en los muros del estadio (para quedar en primer lugar) y en la esquina inferior izquierda de la pantalla (para quedar en tercer lugar). En cualquier carrera el mejor tiempo está 8 segundos por encima de la tercera plaza. Cuando el jugador logra ser primero, se le muestra el mensaje: "It's a new record!" ("es un nuevo record").
El jugador controla la posición de la moto con el eje Y de cruz de dirección, y la aceleración con los botones A y B. El botón B provoca aceleración mejorada, pero produce que la temperatura de la moto aumente tal y como se muestra en la barra del fondo de la pantalla. Si la temperatura excede el límite de seguridad (la barra se llena), la moto se parará durante varios segundos hasta que se enfríe. Si la moto pasa sobre una flecha, se enfría automáticamente.
Mientras la moto está en el aire durante los saltos, se puede modificar su inclinación con el eje X de la cruz de dirección, pulsando izquierda elevamos la parte delantera, mientras que si pulsamos derecha la bajamos. Pulsando arriba y abajo hacemos girar el manillar de la motocicleta arriba y abajo respectivamente, cuando la moto está en el suelo.
El jugador, al inicio del juego, puede escoger en que pista quiere competir, desde la 1 hasta la 5.
Si el piloto choca 5 motos enemigas sin caerse, la moto se volverá dorada y dejará de sobre calentarse, si el piloto se cae la moto se volverá normal.

### Tiempos de pistas
Terminando en tercer lugar o mejor en cualquier carrera en modo desafío, el jugador avanza hacía carreras en modo Excitebike con el mismo número de pista. Por ejemplo, si el jugador acaba tercero o mejor en la pista 4 del modo desafío, irá a la pista 4 del modo Excitebike. Estos son los mejores tiempos en las pistas del modo desafío:
- Pista 1: 1:06:00
- Pista 2: 1:16:00
- Pista 3: 1:16:00
- Pista 4: 1:12:00
- Pista 5: 1:06:00

Acabando tercero o mejor en cualquier carrera del modo Excitebike, el jugador avanza hacia la siguiente carrera en este mismo modo. Por ejemplo, si el jugador acaba tercero o mejor en la pista 4 de una carrera Excitebike, irá a la pista 5 del modo ExciteBike. Las carreras del modo Excitebike son un poco más difíciles que las carreras del modo desafío, por ello los mejores tiempos del modo Excitebike son más altos que en el modo desafío (excepto en las pistas 3 y 5). Estos son los mejores tiempos en las pistas del modo Excitebike:
- Track 1: 1:24:00
- Track 2: 1:22:00
- Track 3: 1:10:00
- Track 4: 1:20:00
- Track 5: 1:06:00

Si el jugador acaba tercero o mejor en la pista 5 del modo Excitebike, entonces puede competir en ella una y otra vez. El número de veces que ha corrido en la pista se indica en la esquina inferior derecha con "T=(número de veces)", justo debajo del tiempo del jugador.
La pista 5 está considerada la más difícil de todas las carreras, especialmente si se intenta lograr el primer puesto, particularmente en el modo Excitebike, puesto que el mejor tiempo es el mismo que en el modo desafío.

## Secuelas

### Excitebike: Bun Bun Mario Battle Stadium
Excitebike: Bun Bun Mario Battle Stadium (エキサイトバイクぶんぶんマリオバトルスタジアム, también conocido como Mario Excite Bike, BX Mario Excite Bike, y Excite Bike 2) es un videojuego lanzado en 1997 para el complemento Satellaview de Super Famicom (disponible sólo en Japón), y un remake de este juego. A diferencia de la original Excitebike, los corredores humanos han sido sustituidos por los personajes Mario, Luigi, Peach, Wario, Toad, Yoshi y Koopa Troopa. El concepto del juego se mantuvo sin cambios a excepción de un "súper" en donde el modo en que el jugador tiene turbo ilimitado, así como la adición de las monedas. Las monedas están repartidos en las pistas y aumentan la velocidad máxima.
Excitebike: World Rally es el último juego conocido de la saga, la cual sale para la consola Wii de Nintendo en formato juego digital de WiiWare y que conserva ese toque retro pero con características de consola de 7.ª generación, así como lo es el juego en línea a través de Nintendo Wi-Fi Connection.